# العلاقات الغابونية السريلانكية
العلاقات الغابونية السريلانكية هي العلاقات الثنائية التي تجمع بين الغابون وسريلانكا.

## مقارنة بين البلدين
هذه مقارنة عامة ومرجعية للدولتين:
| وجه المقارنة                                              | الغابون                        | سريلانكا                         |
| --------------------------------------------------------- | ------------------------------ | -------------------------------- |
| المساحة (كم2)                                             | 267.67 ألف                     | 65.61 ألف                        |
| عدد السكان (نسمة)                                         | 2.03 مليون                     | 21.44 مليون                      |
| الكثافة السكانية (ن./كم²)                                 | 7.58                           | 326.78                           |
| العاصمة                                                   | ليبرفيل                        | سري جاياواردنابورا كوتي، كولمبو  |
| اللغة الرسمية                                             | لغة فرنسية                     | اللغة السنهالية، اللغة التاميلية |
| العملة                                                    | فرنك وسط أفريقي                | روبية سريلانكي                   |
| الناتج المحلي الإجمالي (بليون دولار)                      | 14.62 مليار                    | 87.17 مليار                      |
| الناتج المحلي الإجمالي (تعادل القوة الشرائية) بليون دولار | 34.65 مليار                    | 246.62 مليار                     |
| الناتج المحلي الإجمالي الاسمي للفرد دولار أمريكي          | 8.27 ألف                       | 3.93 ألف                         |
| الناتج المحلي الإجمالي للفرد دولار أمريكي                 | 19.43 ألف                      | 11.11 ألف                        |
| مؤشر التنمية البشرية                                      | 0.684                          | 0.757                            |
| رمز المكالمات الدولي                                      | +241                           | +94                              |
| رمز الإنترنت                                              | .ga                            | .lk،                             |
| المنطقة الزمنية                                           | ت ع م+01:00، توقيت غرب أفريقيا | ت ع م+05:30                      |

## منظمات دولية مشتركة
يشترك البلدان في عضوية مجموعة من المنظمات الدولية، منها:
| علم المنظمة | اسم المنظمة                               | تاريخ انضمام الغابون | تاريخ انضمام سريلانكا |
| ----------- | ----------------------------------------- | -------------------- | --------------------- |
|             | يونسكو                                    | 16 نوفمبر 1960       | 14 نوفمبر 1949        |
|             | مؤسسة التمويل الدولية                     | 20 أكتوبر 1970       | 20 يوليو 1956         |
|             | المركز الدولي لتسوية المنازعات الاستشارية | 14 أكتوبر 1966       | 11 نوفمبر 1967        |
|             | منظمة حظر الأسلحة الكيميائية              | ?                    | ?                     |
|             | مؤسسة التنمية الدولية                     | 4 نوفمبر 1963        | 27 يونيو 1961         |
|             | منظمة التجارة العالمية                    | ?                    | ?                     |
|             | وكالة ضمان الاستثمار متعدد الأطراف        | 26 مارس 2003         | 27 مايو 1988          |
|             | الاتحاد البريدي العالمي                   | ?                    | ?                     |
|             | الاتحاد الدولي للاتصالات                  | 28 ديسمبر 1960       | 1897                  |
|             | منظمة الشرطة الجنائية الدولية             | ?                    | ?                     |
|             | الأمم المتحدة                             | 20 سبتمبر 1960       | 14 ديسمبر 1955        |
|             | البنك الدولي للإنشاء والتعمير             | 10 سبتمبر 1963       | 29 أغسطس 1950         |

## وصلات خارجية
- موقع وزارة الخارجية السريلانكية